# Ramada Paso
Ramada Paso es una localidad y municipio argentino, ubicada en el departamento Itatí, en el norte de la provincia de Corrientes. Dista a 58 kilómetros de la ciudad de Corrientes.

## Vías de comunicación
Se halla emplazada sobre la ruta Nacional 12, la cual constituye su principal vía de acceso, comunicándola al oeste hasta San Cosme y Corrientes, y al este con Itatí.

## Infraestructura
Cuenta con municipalidad, subcomisaría, escuela primaria y secundaria, de orientación agrotécnica. cuartel de bomberos voluntarios

## Población
Cuenta con 556 habitantes (Indec, 2010), lo que representa un incremento del 59,8% frente a los 384 habitantes (Indec, 2001) del censo anterior. Actualmente (2021) cuenta con 1659 habitantes.
| Gráfica de evolución demográfica de Ramada Paso entre 1991 y 2010 |
|                                                                   |
| Fuente: Censos nacionales del INDEC                               |